# مزرعه پریدان (خداآفرین)
مزرعه پریدان یکی از روستاهای استان آذربایجان شرقی است که در دهستان منجوان شرقی بخش منجوان شهرستان خداآفرین واقع شده‌است.